# Blăgești, Bacău
Blagesti là một xã thuộc hạt Bacău, România. Dân số thời điểm năm 2002 là 7256 người.